# Ezequiel Pérez (escritor)
Ezequiel Pérez (Villa Ramallo, 1987) es un escritor y docente argentino. Su primera novela, Hay que llegar a las casas (2021), recibió el Premio Especial del Concurso de Letras del Fondo Nacional de las Artes en el año 2020 y fue una de las diez finalistas del Premio Fundación Medifé Filba 2022.

## Biografía
Nació en 1987 en Villa Ramallo, Argentina. Se licenció en Letras por la Universidad de Buenos Aires, donde se especializó en literatura de la época colonial, integró equipos de investigación con proyectos del Instituto de Literatura Argentina Ricardo Rojas y se desempeñó como docente en su Facultad de Filosofía y Letras.
En 2021 publicó su segunda novela, Hay que llegar a las casas, en la colección Transurbana de la editorial Libros de UNAHUR, dedicada a la narrativa argentina contemporánea y dirigida por el escritor Julián López. El texto fue finalista del Premio de Novela Futurock 2019, recibió el Premio Especial del Concurso de Letras del Fondo Nacional de las Artes en el 2020 y fue una de las diez finalistas del Premio Fundación Medifé Filba 2022.
En 2023 publicó en el sello Eterna Cadencia su tercera novela, Mandarino. El diario español El país llamó al texto «una bellísima crónica de Indias con renovados signos de transgresión estética».

## Vida personal
Desde el 2023, Pérez reside en la ciudad de Madrid, junto a su pareja.
Acerca de sus influencias, el escritor mencionó a los autores Juan José Saer, Juan Rulfo, Witold Gombrowicz, Copi, Libertad Demitrópulos, Selva Almada y Julián López como algunas de ellas.

## Obra

### Novela
- Una antigua casa encantada
- Hay que llegar a las casas (2021, Libros de UNAHUR)
- Mandarino (2023, Eterna Cadencia)